# Patrice Nsouami
Patrice Nsouami, né le 2 octobre 1957 à Tchitondi est un pasteur congolais. Il a été président de l'Église évangélique du Congo de 2005 à 2016.

## Biographie
Patrice Nsouami est né le 2 octobre 1957, à Holle, localité dont le nom actuel est Tchitondi, dans le département du Kouilou, en république du Congo.
Pasteur protestant, il étudie à l'Institut protestant de théologie de Montpellier. Il est titulaire d'un doctorat en Théologie, Option Ethique écologique de l'Université protestante d'Afrique Centrale (UPAC) de Yaoundé au Cameroun. Sa thèse de doctorat soutenue publiquement  le 23 avril 2004 et publiée en 2008 par les éditions ICES (Institut congolais des études et des statistiques) portait sur le thème de  " La sauvegarde de la création : défi du Conseil œcuménique des Églises et jalons pour une catéchèse écologique de l'Église évangélique du Congo ",.
De 1990 à 1995, il est responsable de la paroisse de Mayangui, dans le Consistoire de Brazzaville. En paralléle, de 1992 à 1994, il est respectivement pasteur intérimaire de la paroisse de Poto-Poto, aumônier de la jeunesse protestante de Brazzaville et présentateur des émissions religieuses de l’Église évangélique du Congo, à la Radiodiffusion Télévision Congolaise (RTC), jusqu’en 1995.
Patrice Nsouami a exercé les fonctions de Coordonnateur du Consistoire de Dolisie, de septembre 1998 à janvier 1999. 
De 2009 à 2018, Patrice Nsouami assume les fonctions de secrétaire général du conseil exécutif des éditions CLE, à Yaoundé, de 2012 à 2016, il est vice-président de la Communauté d’églises en Mission (Cevaa), de 2006 à 2016, membre du conseil d’administration de l’Université Protestante d’Afrique Centrale, à Yaoundé.
Il est Président de l’Église évangélique du Congo, de 2005 à 2016,. Il est remplacé à cette fonction par Édouard Mounkala.
De 2017 à 2022, il a été chargé de cours d’éthique et de théologie pratique à la Faculté de théologie protestante et des sciences religieuses de l’Université protestante d’Afrique centrale.
Depuis le 02 mai 2022, il est Directeur par intérim des Editions CLE de Yaoundé. Il est marié à Hélène MABIALA NDEMBE. Il est père de six enfants dont quatre filles et deux garçons, et grand-père de cind petits-enfants.

## Publications
- Ma Conviction, je livre, Editions LMI, Pointe-Noire 2000, 47 pages ;

- Parle, Seigneur, ton serviteur écoute, Mvomberg Sarl, Yaoundé, 2004, 247 pages

- Sala Sambila ou la dénonciation de la théologie désincarnée de l’EEC, Editions Le Chemin, Brazzaville, 2008

- Ethique et sorcellerie, Éditions Le Chemin, Brazzaville, 2008

- La sauvegarde de la création : Défi du Conseil Œcuménique des Eglises. Essai sur une vision chrétienne de l’écologie,  (ISBN 2-910153-54-1) Corbeil-Essonnes, ICES, 2008